# Réserve nationale de faune andine Eduardo Avaroa
La réserve nationale de faune andine Eduardo Avaroa en Bolivie est une vaste zone de protection de la nature de 7 000 km2, située dans le département de Potosí, aux 
frontières de l'Argentine et du Chili. Elle est administrée par le Servicio Nacional de Áreas Protegidas bolivien ou SERNAP.

## Généralités
- Situation : la Réserve se trouve au sud-ouest du département de Potosí, plus précisément dans la province de Sud Lípez. Elle est frontalière des territoires de l'Argentine et du Chili.
- Superficie : elle a une superficie de 714 745 hectares (7 147 km2), équivalente à celle du département français de l'Yonne.
- Altitude : son altitude moyenne est de 4 000 mètres (elle atteint un maximum d'environ 5 000 mètres).
- Climat : le climat est très sec en hiver (de mai à août). Il y a des pluies durant la saison d'été (de décembre à avril). La température moyenne n'est que de 3 °C et les précipitations moyennes annuelles sont de l'ordre de 65 mm. Les températures les plus basses sont enregistrées durant les mois de mai, juin et juillet.

## Caractéristiques de l'aire protégée
La réserve est située dans une région au relief irrégulier comprenant de larges étendues planes et des plateaux ou mesetas, flanqués à l'ouest par le cordon volcanique de la Cordillère occidentale. Les plus beaux exemples en sont les volcans Licancabur et Uturuncu.
Depuis le 13 juillet 2009, la réserve est reconnue site Ramsar sous le nom de Los Lípez.

## Hydrographie

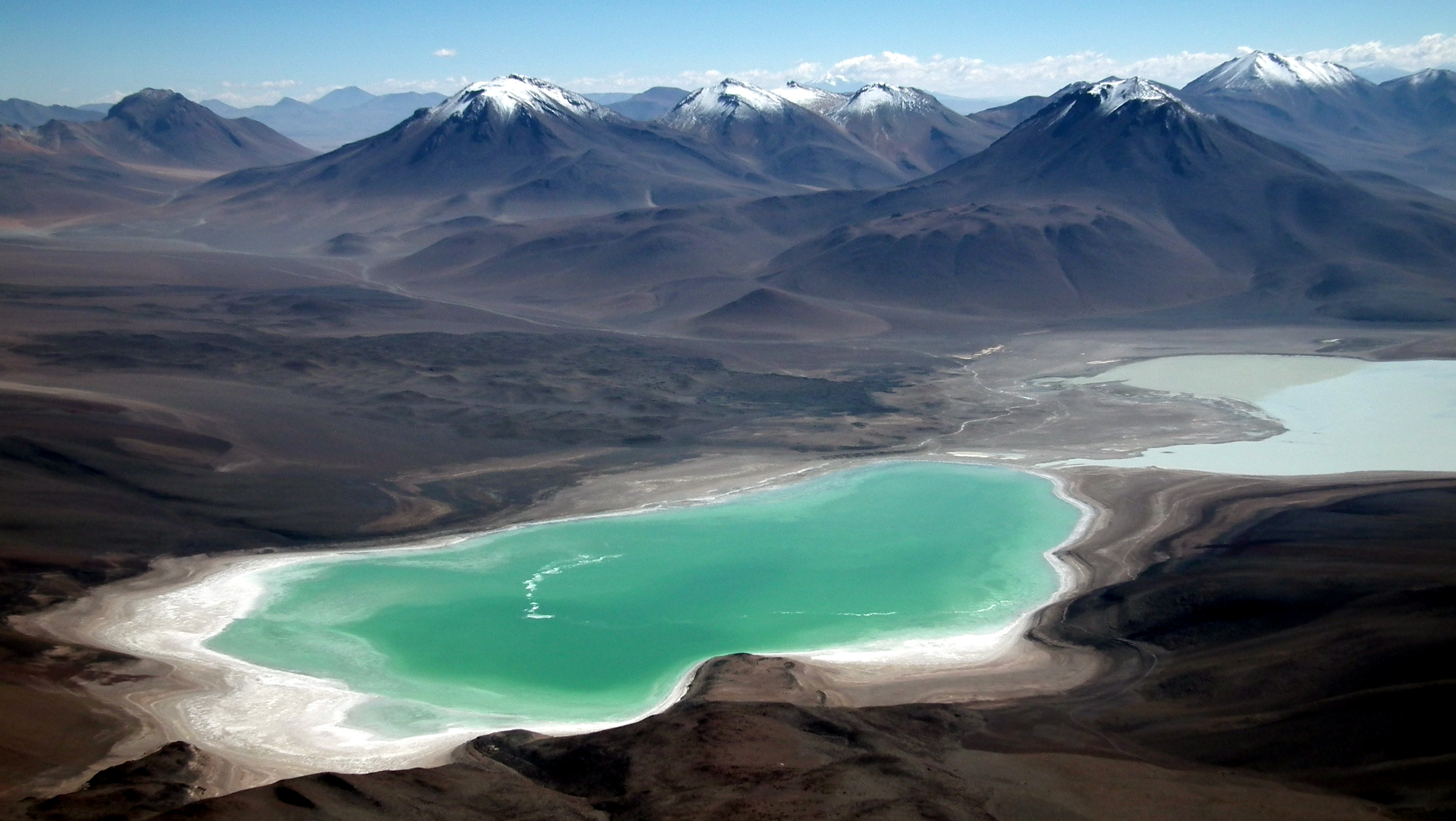
La laguna Verde depuis le Licancabur

Dans la zone, on trouve des lagunes ou espaces hydriques, tels la laguna Verde et la laguna Colorada, qui trouvent leur origine dans la dessiccation de paléo-lacs ou anciens lacs. Leur alimentation est assurée par des petits cours d'eau (ríos) issus de la fonte de glaciers et parfois nés dans des sources.

## Flore
La végétation est caractérisée par l'importante présence de pâturages de graminées comme Jarava ichu (appelé localement ichu ou paja brava) qui se retrouvent sur bien des étendues planes. Aux endroits de plus grande humidité on rencontre des plants de Baccharis dracunculifolia (tholares) et dans les éboulis rocheux (entre 4 300 et 3 700 mètres), des bosquets de Polypepis rugulosa (queñua ou queñoa) associée parfois à de grands coussins d'Azorella compacta (yareta).

## Faune
La faune est caractérisée par des espèces très particulières qui se sont adaptées aux conditions extrêmes de vie de cette région, quelques-unes d'entre elles sont en danger d'extinction. 
Il y a trois espèces de flamants qui constituent l'attraction principale du parc, le Flamant des Andes, le Flamant du Chili et le Flamant de James.

## Galerie

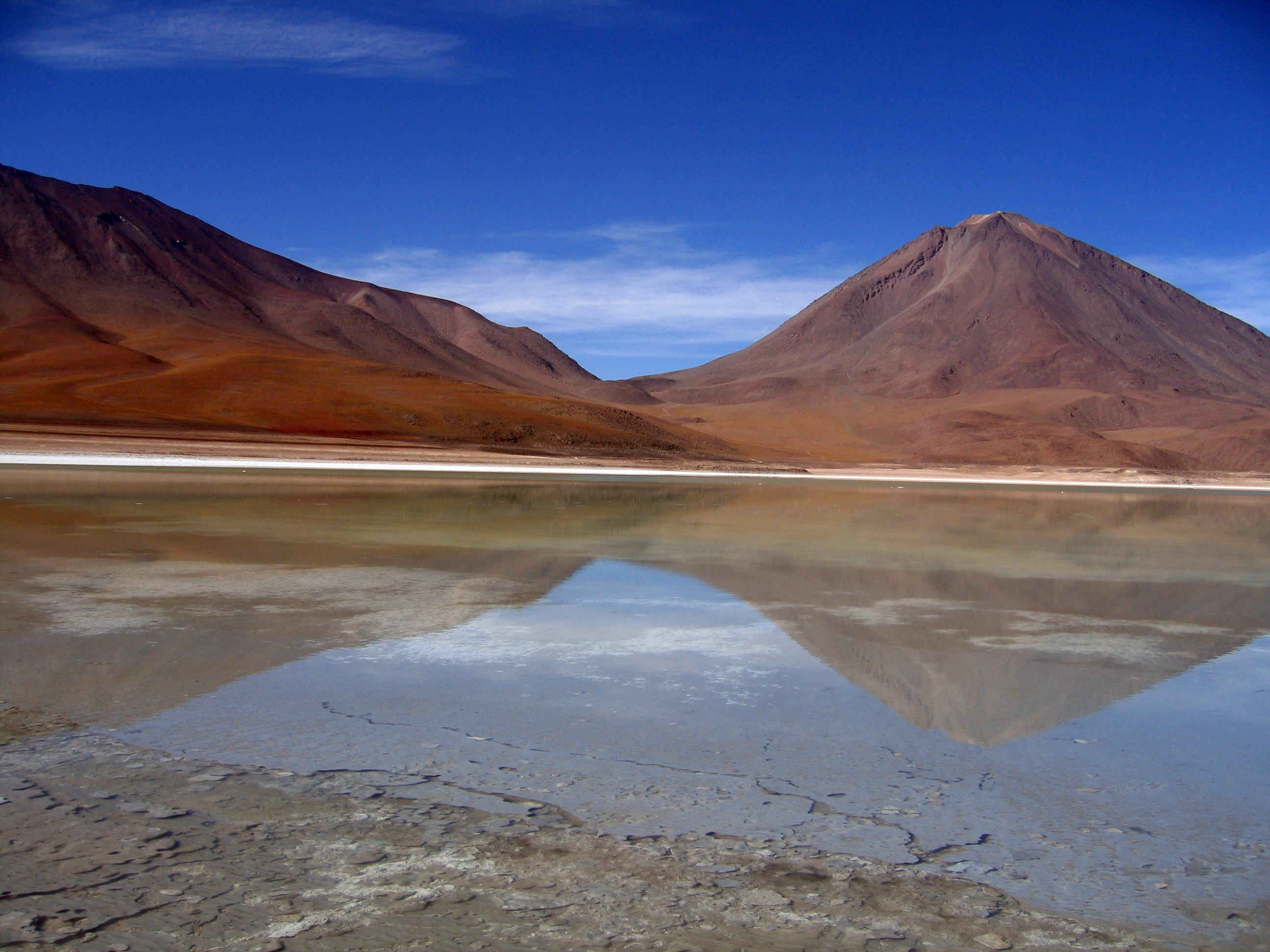
Le Licancabur à droite et la laguna Verde
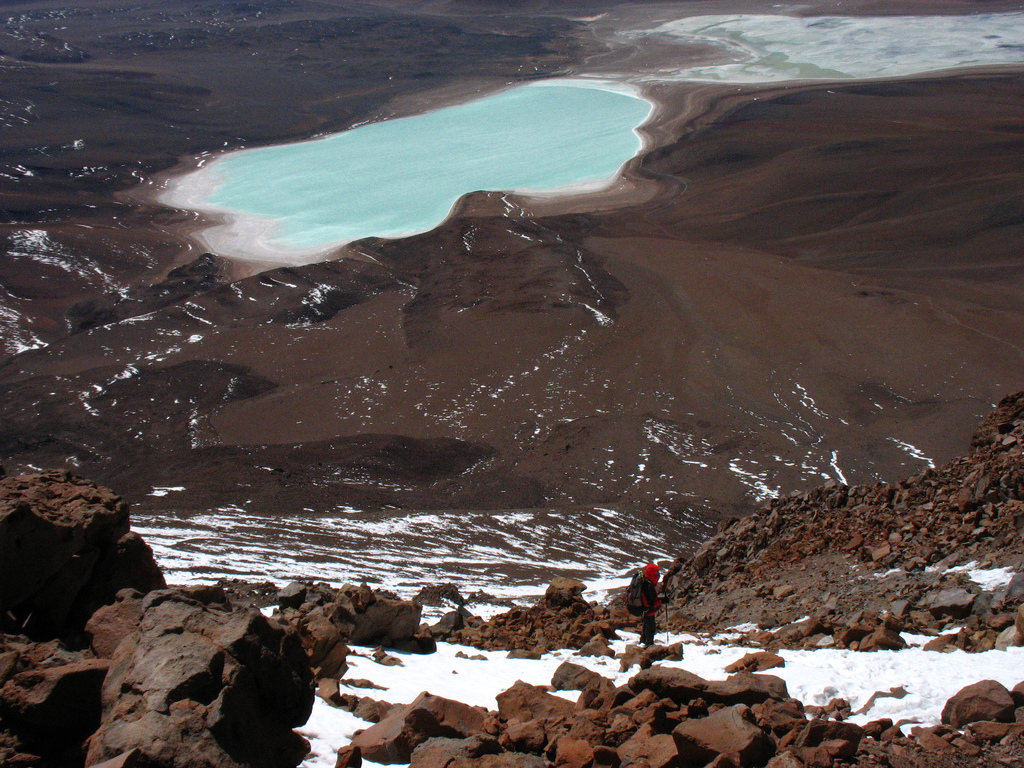
Vue de la laguna Verde et de la laguna Blanca depuis le volcan Licancabur
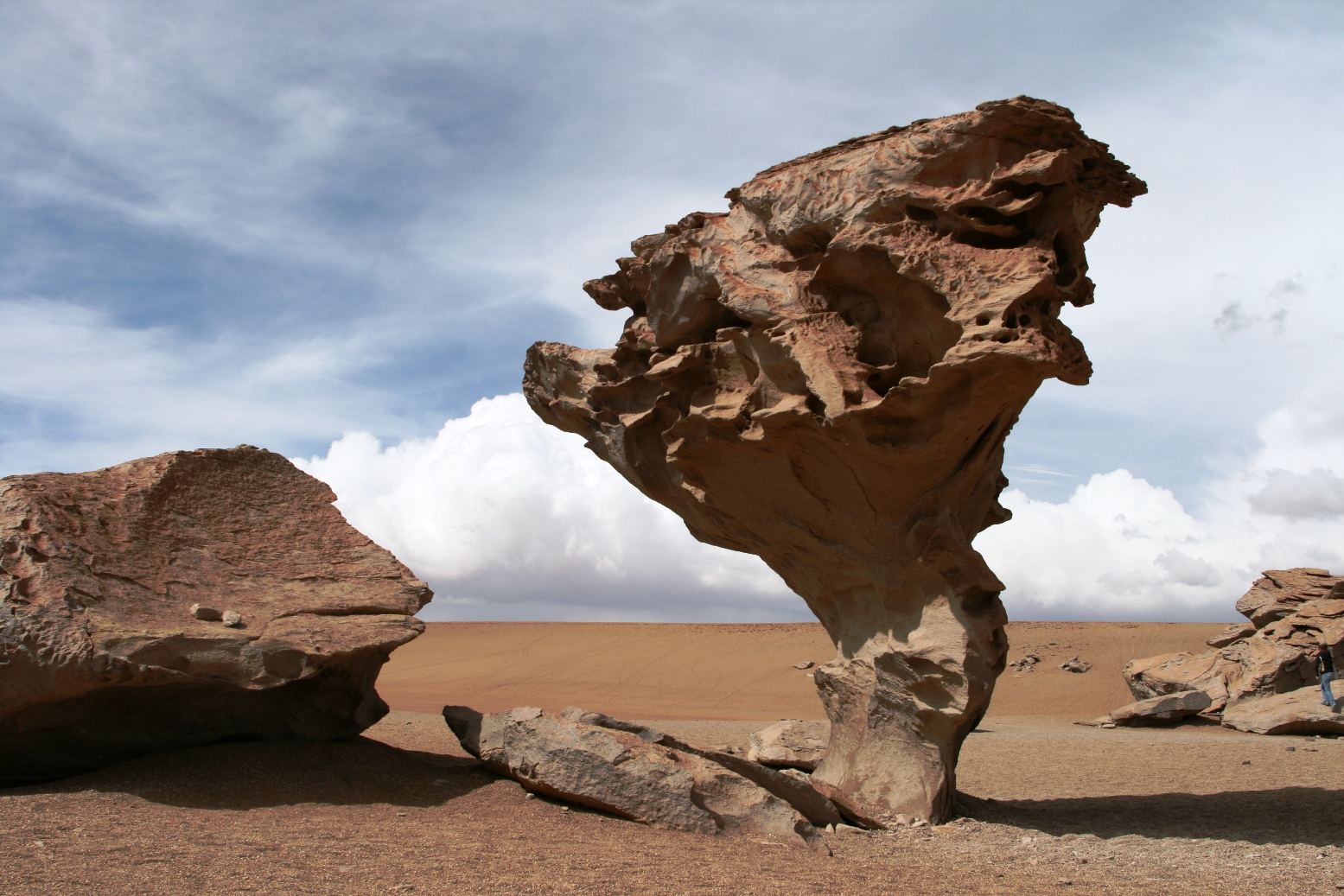
Árbol de Piedra
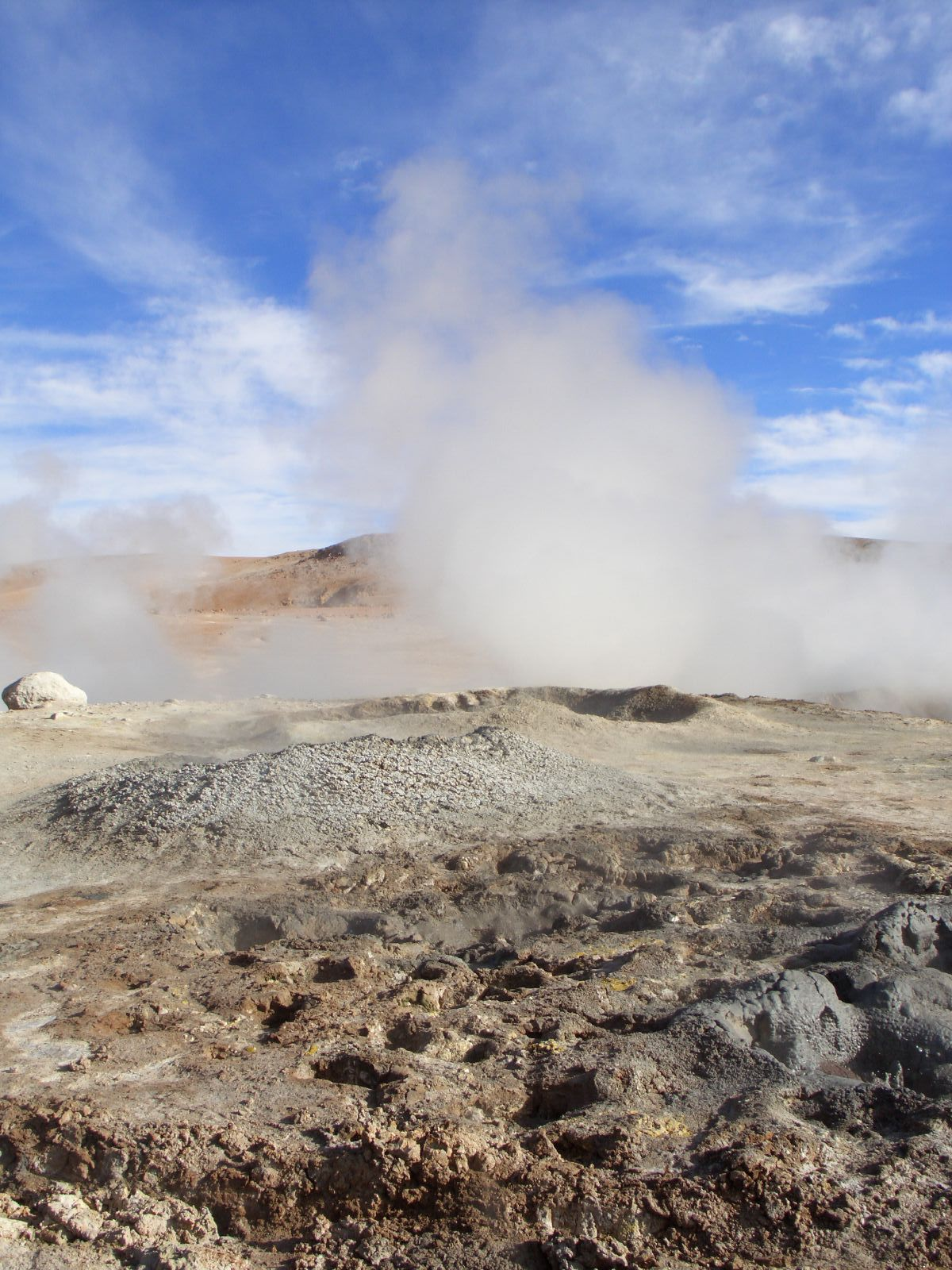
Sol de Mañana
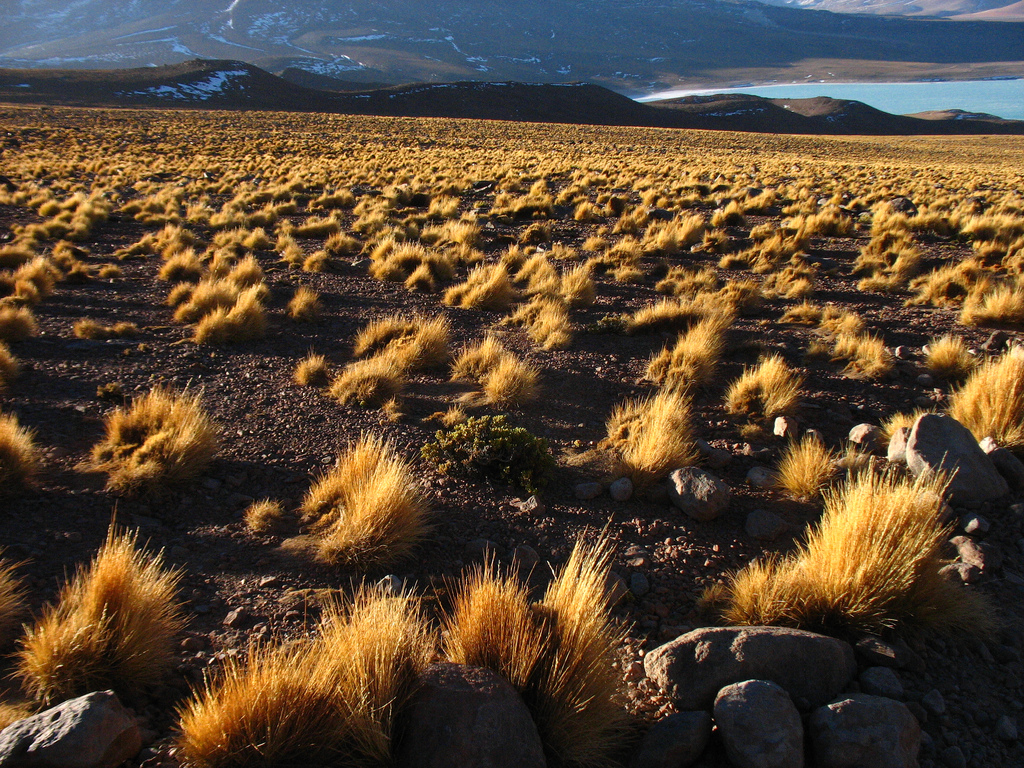
Végétation de stipa ichu et la laguna Verde en fond
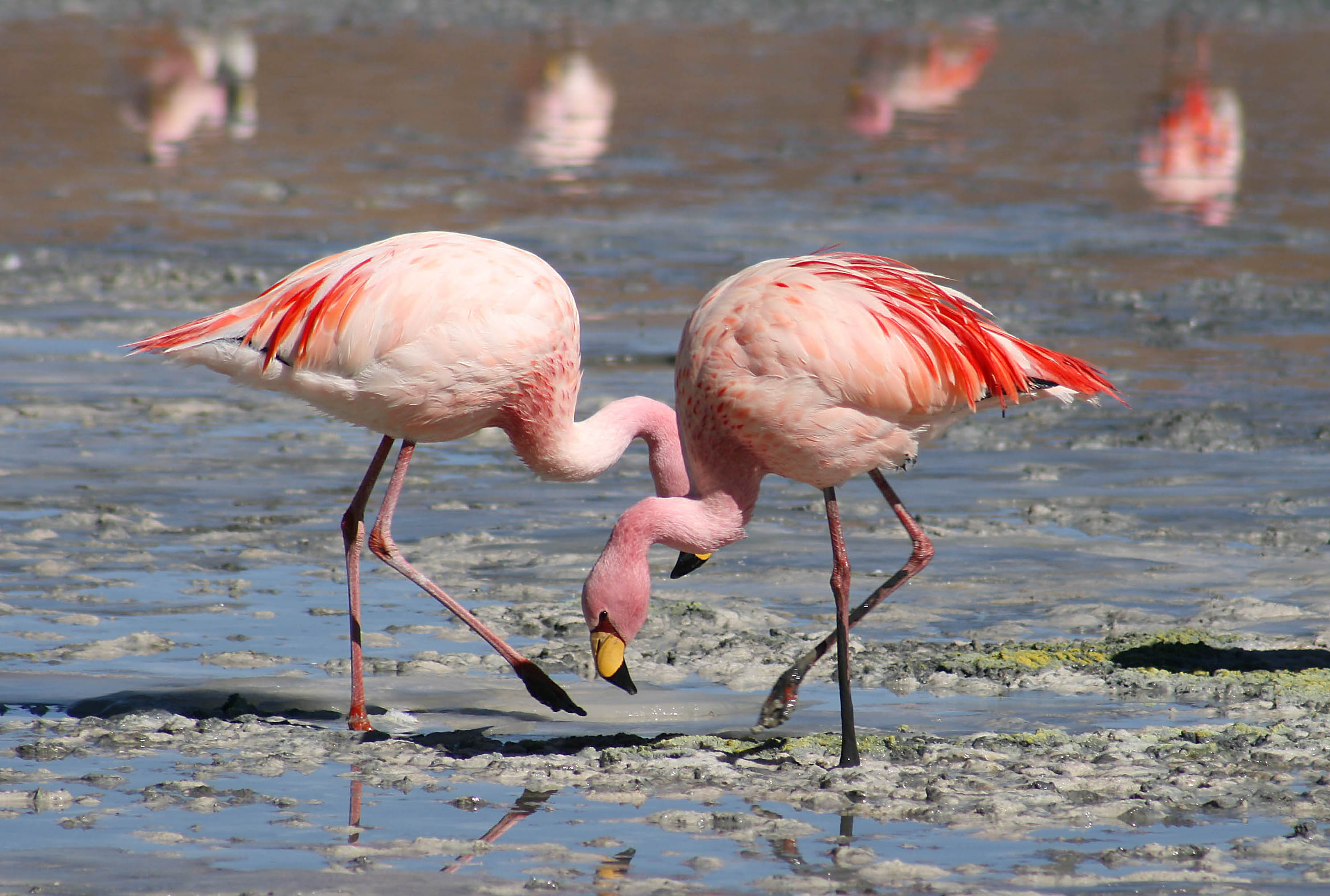
Flamants de James sur la laguna Colorada
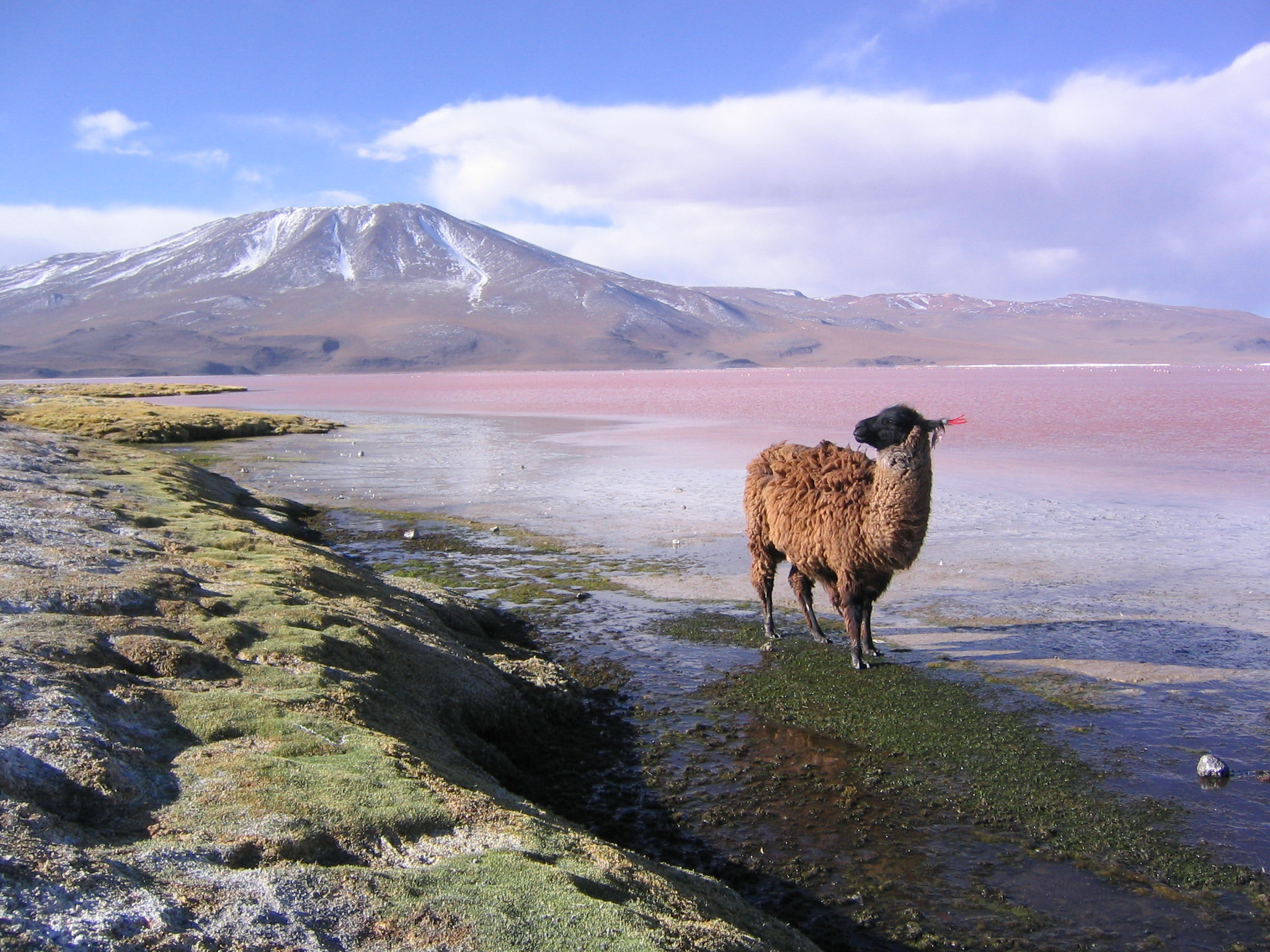
Lama sur la laguna Colorada
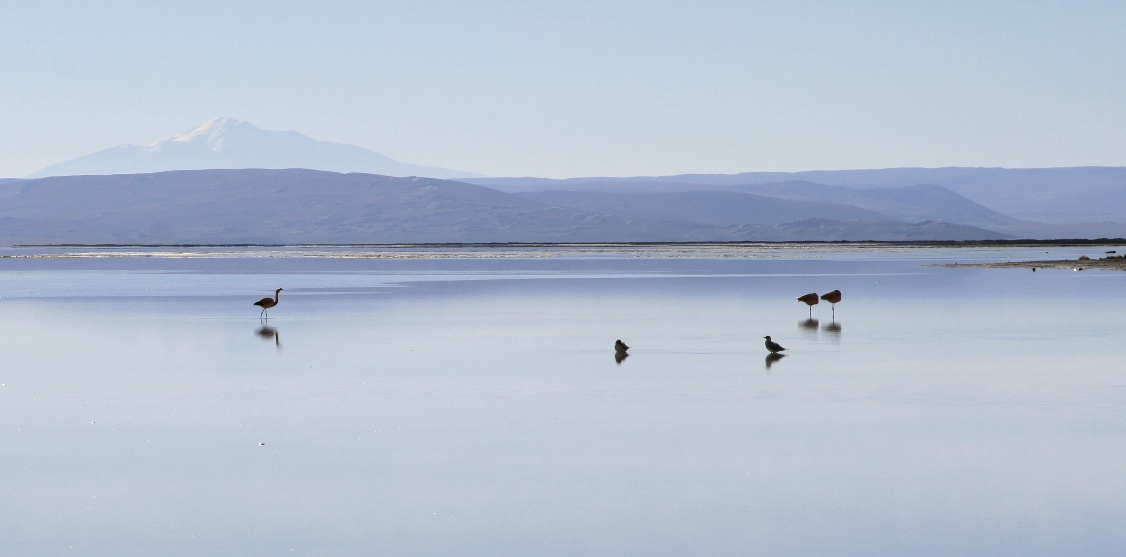
La laguna Salada et le salar de Chalviri
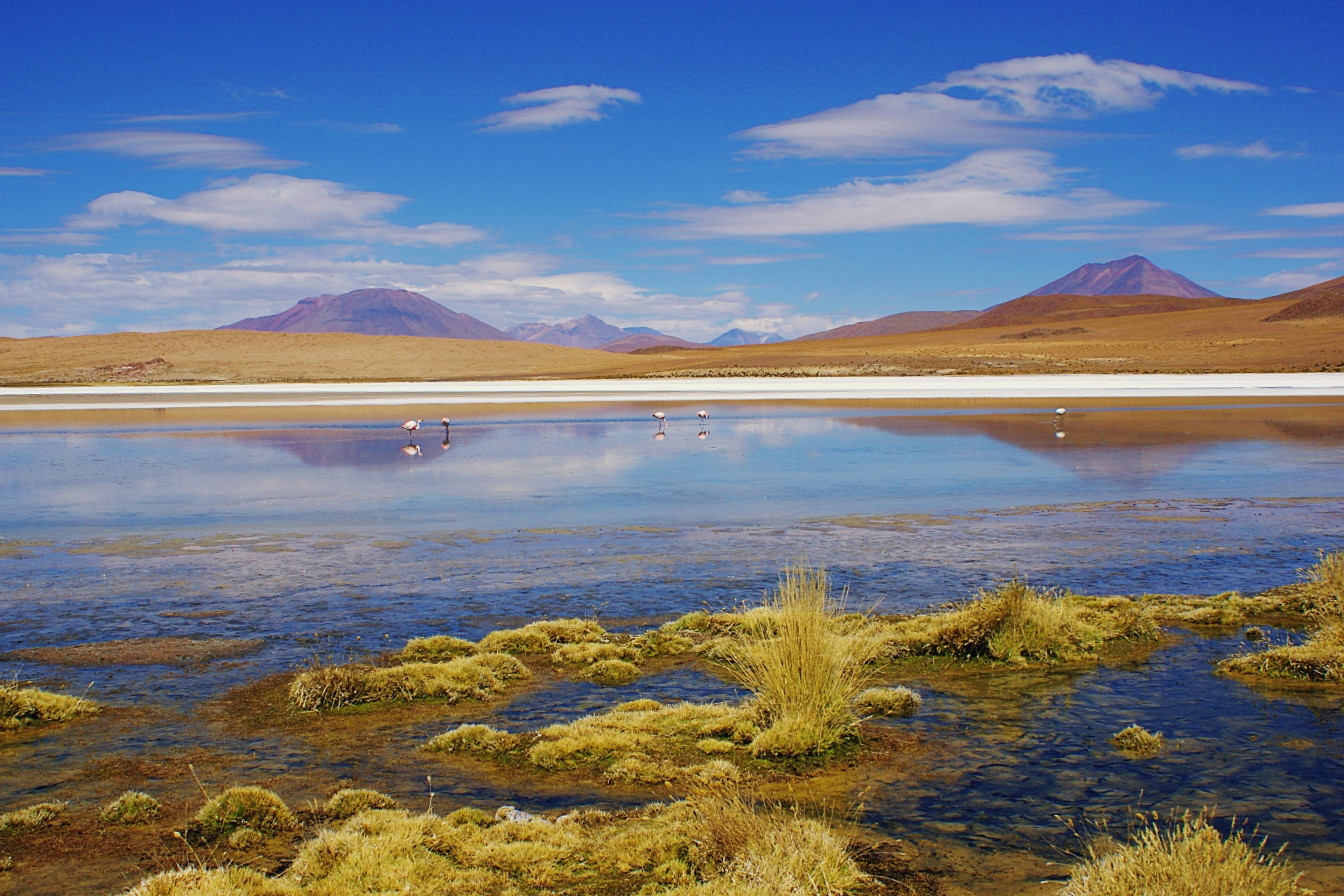
La laguna Cañapa
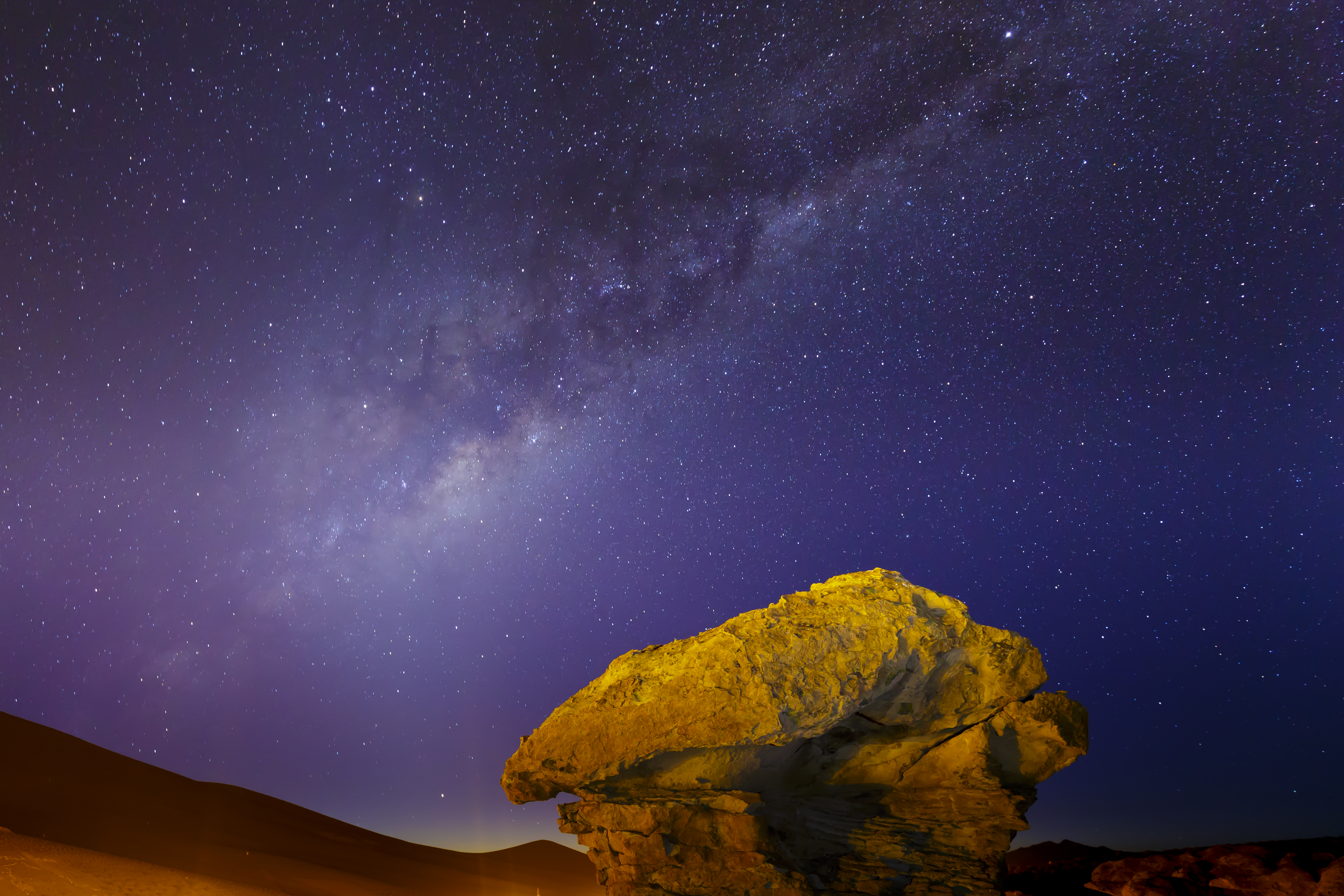
La Voie lactée vue de la réserve nationale de faune andine Eduardo Avaroa. Février 2017.